# Product Hunt
Product Hunt es un sitio estadounidense para compartir y descubrir nuevos productos. Fue fundada por Ryan Hoover en noviembre de 2013.
Los usuarios envían productos, que se enumeran en un formato lineal por día. El sitio incluye un sistema de comentarios y votación similar a Hacker News o Reddit.  Los productos con más votos suben al primer puesto de la lista de cada día.
Los productos se organizan en cuatro categorías : productos tecnológicos ( aplicaciones web, aplicaciones móviles, productos de hardware, etc.), juegos (PC, web, aplicaciones móviles), libros y podcasts. Para presentar un producto basta con indicar su título, URL y eslogan. En 2016, según Hoover, el sitio web permitió descubrir más de 100 millones de productos en 50.000 empresas.
El sitio también incluye una lista de correo diaria que envía las «cazas» (productos) tecnológicas más importantes del día, así como una colección destacada. También existe una versión resumida para juegos y libros.
Product Hunt también está disponible como aplicación para iOS, aplicación para macOS, aplicación para Android y extensión para Google Chrome. La empresa tiene su sede en San Francisco.
El sitio recibió financiación de Y Combinator. En noviembre de 2016, AngelList adquirió Product Hunt por 20 millones de dólares.

## Historia
Product Hunt se lanzó el 6 de noviembre de 2013, cuando comenzó como una lista de correo creada con Linkydink. La primera versión del sitio web fue desarrollada por Nathan Bashaw y Ryan Hoover durante las vacaciones de Acción de Gracias en 2013. El 17 de julio de 2014, la empresa anunció que recibe financiación de Y Combinator.
En otoño de 2014, la empresa anunció que recibiría 6,1 millones de dólares en financiación de serie A liderada por Andreessen Horowitz.
En septiembre de 2015, la empresa añadió una sección de podcasts al sitio. Sin embargo, en 2016, lo pusieron fin, afirmando que se «nos distraería de nuestra misión principal» de ofrecer grandes productos.
En diciembre de 2015, la empresa lanzó una aplicación para iPhone. En septiembre de 2017, lanzó «Ship», un conjunto de herramientas que permite a los fabricantes generar demanda para los productos que crean.
En febrero de 2018, Product Hunt lanzó una nueva aplicación de agregación de noticias tecnológicas llamada «Sip». Sip cierra en 2019.
En julio de 2019, la empresa lanzó «Launch Day» para ayudar a los usuarios a realizar un seguimiento de todo su lanzamiento en tiempo real.
En octubre de 2020, la compañía anunció a Josh Buckley, inversor ángel y fundador de Mino Games, como su nuevo director general.
En agosto de 2021, la empresa anunció a Ashley Higgins, ex directora general, como su nueva directora ejecutiva.
Periódicamente se organizan eventos Product Hunt para la comunidad. Un evento europeo se celebró en París el 6 de diciembre de 2019 con una charla de Victor Baissait. El segundo se organizó el 28 de enero de 2020.El tercero se organizó en la Estación F el 26 de febrero de 2020.